# Pelican (Alaska)
Pelican es una ciudad ubicada en el Área censal de Hoonah-Angoon en el estado estadounidense de Alaska. En el Censo de 2010 tenía una población de 88 habitantes y una densidad poblacional de 47,12 personas por km².

## Geografía
Pelican se encuentra en las coordenadas 57°57′35″N 136°13′0″O / 57.95972, -136.21667. Según la Oficina del Censo de los Estados Unidos, Pelican tiene una superficie total de 1.87 km², de la cual 1.56 km² corresponden a tierra firme y (16.23%) 0.3 km² es agua.

## Demografía
Según el censo de 2010, había 88 personas residiendo en Pelican. La densidad de población era de 47,12 hab./km². De los 88 habitantes, Pelican estaba compuesto por el 59.09% blancos, el 0% eran afroamericanos, el 34.09% eran amerindios, el 0% eran asiáticos, el 0% eran isleños del Pacífico, el 0% eran de otras razas y el 6.82% pertenecían a dos o más razas. Del total de la población el 1.14% eran hispanos o latinos de cualquier raza.